# Leslie Henson
Leslie Lincoln Henson (3 de agosto de 1891 – 2 de diciembre de 1957) fue un actor, humorista, productor teatral y director y productor cinematográfico británico.      

## Biografía
Nacido en Londres, Inglaterra, estudió en la Emanuel School. 
Henson protagonizó papeles cómicos en musicales de éxito representados en el West End londinense, tales como To-Night's the Night (1914), Theodore & Co (1916), y Yes, Uncle! (1917). También actuó en varios filmes a partir de 1916 y, finalmente, actuó asimismo para la televisión. 
Durante la Primera Guerra Mundial Henson formó parte del Royal Flying Corps, pero fue apartado del servicio activo a fin de dirigir un grupo llamado "The Gaieties", dedicado a organizar espectáculos para la tropa en 1918.
Después volvió al West End para trabajar en musicales y comedias, incluyendo Kissing Time (1919), Sally (1921), Tons of Money (1922), alguna de las Farsas Aldwych, y una serie de comedias representadas en el Teatro Winter Garden.
En 1930, Henson y su socio Firth Shephard arrendaron el Teatro Novello y presentaron una serie de farsas, It's a Boy! (1930), It's a Girl!, Nice Goings On! y Aren't Men Beasts! (1936), en las cuales trabajaba un joven John Mills. Henson también volvió al cine en los primeros años treinta. En 1935, él y Shephard dirigieron el Teatro Gaiety, en Londres, y produjeron cuatro espectáculos de éxito, Seeing Stars, Swing Along, Going Greek, y Running Riot (1938). Con el inicio de la Segunda Guerra Mundial, volvió al Reino Unido tras una gira por Sudáfrica y, junto a Basil Dean, formó la Entertainments National Service Association, también conocida como la "ENSA". En 1945 trabajó en una reposición de la adaptación musical de 1066 and All That en el Teatro Palace de Londres. Entre otras interpretaciones posteriores destaca Relations Are Best Apart, en el Teatro Royal, en Bath (1953).
Henson estuvoi casado en tres ocasiones: con Madge Saunders, Gladys Henson y Billie Dell. En su tercer matrimonio tuvo un hijo, Nicky Henson, que también se hizo actor. Leslie Henson falleció en Harrow Weald, Middlesex, en 1957. Fue incinerado, y sus cenizas depositadas en el Crematorio de Golders Green en Londres.

## Filmografía
- Wanted: A Widow (1916)
- The Lifeguardsman (1916) ... como el teniente Spiff
- The Real Thing at Last (1916) ... como Charlie Chaplin
- Broken Bottles (1920) ... como Battling Barrows (también guionista y director)
- Alf's Button (1920) ... como Alf Higgins
- Tons of Money (1924) ... como Aubrey Allington (también productor)
- On with the Dance (1927)
- A Warm Corner (1930) ... como el señor Corner
- The Sport of Kings (1931) ... como Amos Purdie
- It's a Boy (1933) ... como James Skippett
- The Girl from Maxim's (1933) ... como el doctor Petypon
- Oh, Daddy! (1935) ... como Lord Pye
- The Demi-Paradise (1943) ... como él mismo
- Home and Away (1956) ... como Tío Tom

### Televisión
- The Vise: Six Months to Talk (#5.19) (1958) (episodio de TV) – Sargento de policía